# Valdemar Grešík

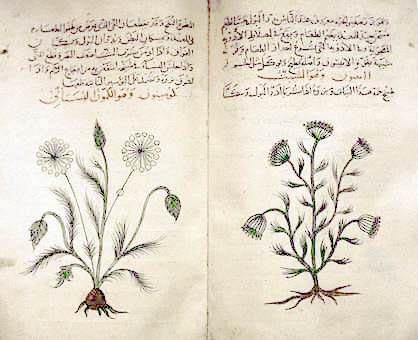
Stránka z knihy De materia medica z 1. století našeho letopočtu.

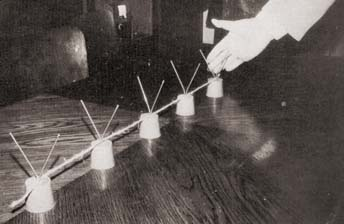
Jeden z přístrojů vyvinutých v Kahudově laboratoři měl za pomoci primitivních prostředků zesilovat mentionové záření organismu. Fotografie zachycuje řadu „antének“ propojených konopným provázkem. Dle prof. Kahudy byl konopný provázek dobrým vodičem mentální energie, protože se jedná o „dříve živou hmotu“.

Crookesův mlýnek používaný k experimentům s mentálním ovlivňováním pohybu neživé hmoty

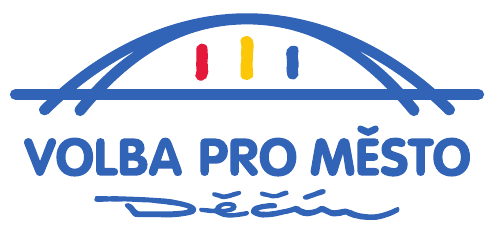
Volba pro Děčín – původní logo

Valdemar Grešík (* 1962) je vystudovaný český rostlinný farmakolog (fytoterapeut), léčitel, psychotronik, pedagog a podnikatel. Je autorem několika publikací z oblasti psychotroniky a fytoterapie.

## Život
Pradědeček Valdemara Grešíka se jmenoval Viktor Greschik (1862-1946). Byl historikem a také světově uznávaným botanikem. Otec Valdemara Grešíka pracoval dva roky v Jenštejně pro českého léčitele a znalce bylin Jana Mikoláška.
Ing. Valdemar Grešík původně absolvoval vysokoškolská studia v oboru ekonomie. Je také absolventem fytoterapeutického oboru na Farmaceutické fakultě Univerzity Karlovy v Hradci Králové. Na přípravě některých přírodních látek spolupracoval s Organizací OSN pro vzdělání, vědu a kulturu (UNESCO).

### PEL
Od roku 1986 pracoval Valdemar Grešík v Psychoenergerické laboratoři (PEL) profesora Františka Kahudy v Praze nejprve jako asistent, od roku 1987 pak jako vedoucí výzkumu v PEL a od roku 1990 jako ředitel (vedoucí) PEL. Během svého působení v PEL se podílel na obhajobě několika výzkumných prací, jež se týkaly prokázání existence psychotronických fenoménů v medicíně. Předmětem jeho zájmu v PEL byl výzkum jedinců obdařených specifickými senzorickými schopnostmi (např. schopností mimosmyslového získávání informací) nebo osob schopných působit energeticky (bezdotykově a bio-aktivně) na své okolí. Valdemar Grešík je znám také jako poslední ředitel PEL, který se podílel na definitivním ukončení její výzkumné činnosti v roce 1991 a na závěrečném zániku PEL v únoru 1992.

### Kongres na Novém Zélandu
Krátce po sametové revoluci v roce 1990 reprezentoval československou psychotroniku. Valdemar Grešík byl totiž jediným zástupcem východního bloku socialistických zemí, který se účastnil světového kongresu na Novém Zélandu. Kongres se konal pod patronací UNESCO a zabýval se problematikou alternativní medicíny a výzkumu paranormálních terapií.

### Další působení
Valdemar Grešík se zapojil do výzkumu distanční diagnostiky a dokonce osobně demonstroval svoje schopnosti před komisí (i Dr. Bouchalovi) na Ministerstvu zdravotnictví. Následně se Grešík začal hlouběji zajímat jak o anatomii, tak i o medicínu. Na požadavky široké veřejnosti stran stanovení diagnózy na dálku ale již nereflektuje a léčitelské praxi tohoto typu se nadále již nevěnuje.
Valdemar Grešík přednáší na 1. lékařské fakultě Univerzity Karlovy, spolupracuje s UNESCO v problematice přírodních látek a je členem Mezinárodní organizace pro výzkum psychické energie se sídlem v Lucembursku.

### Děčín
Život bylináře a podnikatele Vademara Grešíka je spojen s městem Děčín, kde žije celý život (prakticky od narození). Je ženatý a má dva syny. V Děčíně vede svoji bylinkářskou firmu Valdemar Grešík – Natura a je také tím, kdo určuje nové výrobní postupy, vymýšlí další receptury a stanovuje koncové ceny pro zákazníky. V Děčíně se Grešík také společensky a politicky angažuje (mecenáš, podporuje umění a kulturu v Děčíně, člen komunálního uskupení Volba pro Děčín). V letech 2006 až 2010 pracoval jako člen městského zastupitelstva a městské rady (náměstek primátorky, odpovídal za obnovu děčínského zámku a parku).

## Natura
Děčínská společnost Valdemar Grešík – Natura je česká distribuční a výrobní firma působící v oblasti zpracování bylin. V roce 2018 zaměstnávala firma více než 70 osob a ročně zpracovala asi 200 tun bylin na čaje, kapky nebo masti. Kromě bylin zpracovávala i ovoce z vlastních sadů.
Valdemar Grešík se rád již od mládí věnoval pěstování rostlin, což ovlivnilo i jeho volbu studijního oboru, kterým se stala fytofarmakologie. V roce 1992 (po ukončení působení v pražské PEL) si na okraji Děčína otevřel vlastní bylinkářství. Nemožnost nákupu některých rostlin jej donutila k otevření vlastní výkupny v roce 1993 a ke spolupráci s lékárníkem z Velké Bíteše, který mu pomohl s organizací sběru bylin, kde Natura spolupracuje především s českými pěstiteli a sběrači léčivek. Dostatek bylin je klíčovým faktorem rozvoje firmy Natura a stárnutí populace sběračů těch divoce rostoucích druhů do jisté míry limituje další rozvoj produkce společnosti. Situaci poněkud kompenzuje zvýšení výkupních cen, ale to zase prodražuje výsledné produkty Natury, které jsou tradičně v České republice oproti světu na mnohem nižších cenových hladinách. Dalším problémem jsou unijní dotace na sekání luk, které snižují v České republice rozlohy neposečených oblastí, kde rostou druhy léčivek, které není možno získat od pěstitelů.
V roce 2018 zásobovala Grešíkova firma Natura čtveřici svých vlastních prodejen (tři v Děčíně a jednu v Praze). Kromě nich zásobuje Natura svými produkty asi dva tisíce „nevlastních“ prodejen typu bylinářství, lékárny, obchody se zdravou výživou či čajové speciály. Dalším distribučním kanálem je i e-shop Natury. Do produktového portfolia firmy náleží více než 150 druhů bylinných čajů, desítky druhů koření, 50 druhů kapek a více než 300 druhů léčivých bylin.

## Publikační aktivity
- GREŠÍK, Valdemar. Psychotronika a bylinná léčba. Praha: Tok, 1991. 131 stran; ISBN 80-901006-0-0. (Stručný náhled na bezkontaktní distanční diagnostiku jako nástroj použití v medicíně + použití a účinky bylinné léčby v medicíně.)[9]
- GREŠÍK, Valdemar. Psychotronika a bylinná léčba. Rozšířené a doplněné vydání. Praha: nakladatelství Eminent, 2001, 178 stran; ISBN 80-7281-051-0. (Publikace doplněna účinnými recepty z bohaté praxe autorovy bylinné léčby.)[10]
- GREŠÍK, Valdemar. Léčivé rostliny: jejich vlastnosti, účinky a použití. Část 1, Čechy a Morava. Praha: nakladatelství Eminent, 2008. 168 stran; ISBN 978-80-7281-331-5. (První část zamýšlené trilogie o vlastnostech, účincích a použití tradičních léčivých bylin z Čech a Moravy doplněná nejen klasickými ilustracemi „herbářového typu“, ale i fotografiemi jak živých tak sušených rostlin.) [11]
- GREŠÍK, Valdemar. Léčivé rostliny: jejich vlastnosti, účinky a použití. Díl 2, Evropa. Praha: nakladatelství Eminent, 2013. 159 stran; ISBN 978-80-7281-460-2. (Druhý díl plánované trilogie o léčivých rostlinách. Praktická příručka uživatele léčivých bylin rostoucích v Evropě.)[12]

## Hodnocení
Valdemar Grešík je hodnocen jako úspěšný podnikatel. Na druhou stranu jsou zprávy o jeho psychotronických schopnostech hodnoceny jako neověřené a dezinformační. Např. Český klub skeptiků Sisyfos udělil za rok 2003 deníkům MF Dnes a Rovnost Zlatý Bludný balvan za nekritickou propagaci alternativní medicíny a za šíření neověřených zpráv a dezinformací. Jako jeden z příkladů byla uvedena zpráva o schopnostech Valdemara Grešíka zveřejněná v MfDnes:
| „                     | Utonulý mladý muž ležel v nemocnici v hlubokém bezvědomí s trvale poškozeným mozkem, lékaři nedávali rodině žádnou šanci. Mladíka zachránil děčínský léčitel Valdemar Grešík jakýmsi záhadným působením na dálku. Grešík pomohl též jinému nemocnému v Austrálii – zbavil ho autismu tím, že narušil pevnou slupku jeho aury. | “ |
| — MF DNES, 12.12.2003 | |   |